# Brusnica (gmina Gornji Milanovac)
Brusnica (cyr. Брусница) – wieś w Serbii, w okręgu morawickim, w gminie Gornji Milanovac. W 2011 roku liczyła 742 mieszkańców.